# Cnidoscolus quercifolius
Espèce
Cnidoscolus quercifolius est une espèce de plantes à fleurs dicotylédones de la famille des Euphorbiaceae, originaire du Brésil.
Ce sont des arbustes ou petits arbres à feuilles caduques pouvant atteindre 8 mètres de haut.

## Synonymes
Selon The Plant List (8 juillet 2019)  :
- Cnidoscolus lobatus Pohl
- Cnidoscolus phyllacanthus (Müll.Arg.) Pax & K.Hoffm.
- Cnidoscolus repandus Pohl
- Janipha phyllacantha Mart. ex Pohl
- Jatropha phyllacantha Müll. Arg